# Plaja Tataia
Plaja Tataia a fost în perioada interbelică una dintre cele mai populare plaje din Constanța. Aceasta, alături de plajele Duduia și Modern, era frecventată de constănțenii și turiștii care nu-și permiteau deplasarea până în Mamaia. În apropiere se afla Parcul Tataia (pe fostul bulevard Regina Maria), o potecă ducând direct pe plajă. Parcul se întindea inițial pe 94.000 de metri pătrați, fiind înființat de căpitanul Al. Șteflea în anul 1914. Pe plaja respectivă a fost amplasată o baterie de coastă în anul 1927, dotată cu tunuri navale/antiaeriene Armstrong Model 1916 de calibrul 76 mm. Bateria a fost denumită oficial „Tudor”. Ulterior, au fost folosite tunuri de calibrul 152 mm, sistem Armstrong. Bateria a fost modernizată după război, fiind dotată cu tunuri B-13 de fabricație sovietică de calibrul 130 mm . Plaja Tataia se află în spatele Universității Ovidius (de pe bulevardul Mamaia). În zonă se află un zid pictat de artiști.